# Камподарсего
Камподарсего (итал. Campodarsego) — коммуна в Италии, располагается в провинции Падуя области Венеция.
Население составляет 12 209 человек (на 2004 г.), плотность населения составляет 459 чел./км². Занимает площадь 25 км². Почтовый индекс — 35011. Телефонный код — 049.
Покровителем населённого пункта считается святитель Мартин Турский. Праздник ежегодно празднуется 11 ноября.